# Klokánek Gaimardův
Klokánek Gaimardův (Bettongia gaimardi) je velmi malý klokánkovitý vačnatec, který se endemicky vyskytuje v Tasmánii. Má kratší čumák a o něco delší zadní nohy než klokánek krysí, pročež působí více jako klokan.

## Výskyt
V současnosti žije jako samostatný poddruh již jen na Tasmánii, kde je poměrně hojný. Kdysi dával přednost přirozeným travinným biomům, ty byly však proměněny v pastviny, a proto se stáhl do řídkých eukalyptových lesů.

## Základní data
Délka klokánka Gaimardova je 31,5 až 33,5 cm. Jeho hmotnost je 1,2 až 2,2 kg.

## Zajímavosti
Je výhradně nočním zvířetem, které prospí den ve svém hnízdě z listí a kůry. Hnízdo staví v mělké prohlubni pod dřívím nebo na hustých travnatých ostrůvcích. Za tímto účelem hromadí materiál. Živí se téměř výhradně rostlinnou potravou. Je sporné, zda byl klokánek Gaimardův na pevnině vyhuben evropskou liškou obecnou, nebo zda ho vytlačila konkurence s králíky. Jelikož liška zatím na Tasmánii nepronikla a králíci jsou tam mnohem vzácnější než na pevnině, je zde jeho přežití zatím zřejmě zajištěno.